# USS Edward McDonnell (FF-1043)
USS Edward McDonnell foi um contratorpedeiro da Classe Garcia da Marinha dos Estados Unidos. Foi reclassificado posteriormente como fragata. 

## História
Lançado ao mar em fevereiro de 1964, foi comissionado em fevereiro de 1965. 
Navegou sob o lema "Deter through Strength". Foi desmontado em 2002.